# The Maid and the Money
The Maid and the Money è un cortometraggio muto del 1914 diretto da Hay Plumb.

## Trama
Un corteggiatore cerca di avere in consenso del padre della ragazza.

## Produzione
Il film fu prodotto dalla Hepworth.

## Distribuzione
Distribuito dalla Hepworth, il film - un cortometraggio in un rullo - uscì nelle sale cinematografiche britanniche nel settembre 1914.
Fu distrutto nel 1924 dallo stesso produttore, Cecil M. Hepworth. Fallito, in gravissime difficoltà finanziarie, Hepworth pensò in questo modo di poter almeno recuperare il nitrato d'argento della pellicola.